# Новоархангельская верфь
Новоархангельская верфь — русская судостроительная верфь в Ново-Архангельске на Аляске для строительства судов Российско-американской компании в XIX веке.

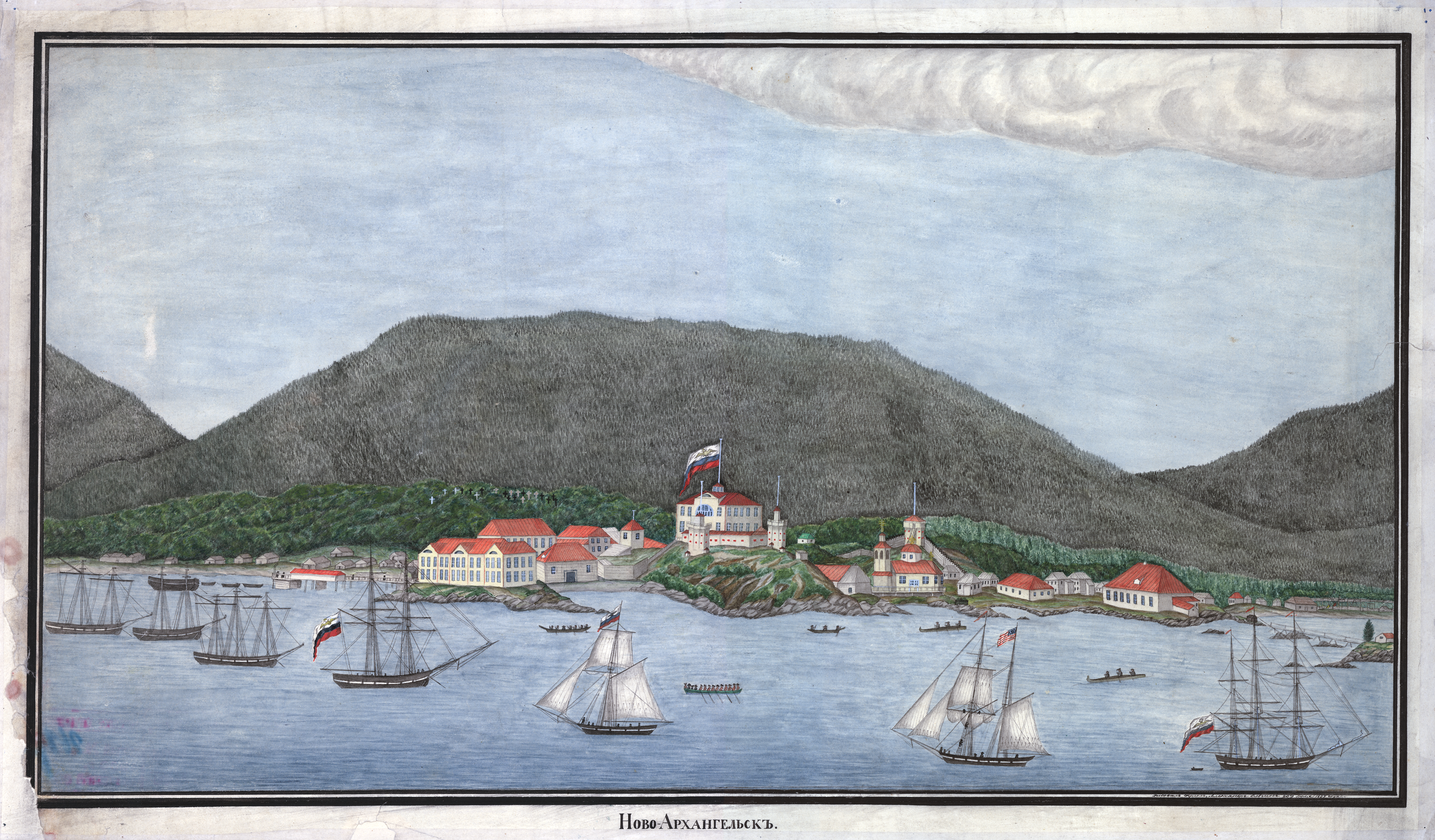
Ново-Архангельск на акварели, подписанной «креолом Александром Ольгиным 20 июля 1837 года»

## История
В 1799 году управляющим Северо-Восточной компании А. А. Барановым на Аляске был основан форт Архангела Михаила, впоследствии город Ново-Архангельск, который с 1808 года стал столицей Русской Америки. В городе была образована верфь, на которой приглашённые губернатором Русской Америки А. А. Барановым иностранные судостроители строили малые суда. В 1807 году американец Линкен построил двухмачтовое судно «Ситха». В 1809 году со стапелей новоархангельской верфи он спустил ещё два судна: бригантину «Открытие» (водоизмещением 360 тонн) и шхуну «Чириков» (120 тонн).
В 1817—1819 годах на верфи были построены шлюпы «Платов» и «Баранов» водоизмещением по 30 т.
В 1825—1830 годах под руководством нового губернатора русской колонии капитан-лейтенанта П. Е. Чистякова в Ново-Архангельске были спущены на воду парусные боты «Уналашка», «Бобр», «Сивуч», трёхмачтовый корабль «Уруп».
Большая часть судов для колониальной флотилии закупались по заказу Русско-американской компании (РАК) у иностранцев, небольшая часть судов строилась на Охотской верфи и верфях Русской Америки (в Ново-Архангельске и Форте-Росс). В начале 1830-х годов Главное правление РАК в Петербурге решило развивать только отечественное кораблестроение непосредственно в Ново-Архангельске (закрыв верфь в Форте-Росс) и отказаться от покупки судов у иностранцев.
В 1831 году в Ново-Архангельск вернулся после обучения кораблестроению в Санкт-Петербурге креол Осип Егорович Нецветов (1806—1863), который более 30 лет работал корабельным мастером на судоверфи Ново-Архангельска. В 1832 году он построил галиот «Мореход», в 1833 году шхуны «Квихпак» и «Чилькат».

### Пароходостроение
В 1836 году губернатор Русской Америки капитан 1 ранга И. А. Купреянов докладывал в РАК о необходимости иметь в колониях пароход. Главное правление РАК согласилось и заказало для него в США паровой двигатель. 29 апреля 1838 года в Ново-Архангельск прибыл из Бостона американский корабль «Суффолк» с машиной в 60 лошадиных сил для будущего парохода и специалистом — машинистом Эдуардом Муром для обучения русских моряков. 5 июня 1838 года на новоархангельской верфи был заложен первенец российского парового флота в Америке — «Николай I». Корпус для него был построен корабельным мастером О. Е. Нецветовым. Летом 1839 года пароход был спущен на воду.
Весной 1840 года со стапелей Ново-Архангельска сошёл новый бриг «Промысел» (75 т). В том же году здесь был построен и маленький буксирный пароход «Мур» (названный так в честь механика-американца Мура), машина в 8 л. с. была впервые полностью изготовлена в русских мастерских Ново-Архангельска под руководством Э. Мура. Пароход «Мур» использовался при новоархангельском порте 7 лет.
В 1842 году в новоархангельской верфи был спущен на воду бот «Камчадал» (58 т), построенный по заказу Петропавловского порта на Камчатке. 22 октября 1844 года в Ново-Архангельске был заложен маленький бриг «Тунгус» (66 т), а уже 10 апреля 1845 года он был введён в строй вместе с тремя баркасами.
Качество работы русских кораблестроителей было настолько высоко, что капитаны иностранных кораблей предпочитали сделать ремонт именно в Ново-Архангельске. В 1846 году верфи были отремонтированы два иностранных китобойных корабля — немецкий «Йозеф Гайдн» из Бремена и американский «Кориоланус».
В 1847 году пароход «Мур» выгодно продали в Калифорнию за пшеницу, а на вырученные деньги заложили другой пароход «Баранов» длиной 52 и шириной 11 футов с паровой машиной в 12 л. с. В июле 1848 года пароход был спущен на воду и использовался в окрестностях Русской Америки.
В 1848 году в Ново-Архангельске была спущена на воду шхуна «Клинкит» (35 т водоизмещением).
В 1850 году на верфи был произведен капитальный ремонт английского парохода «Бивер», (по оценке ремонт «равнялся постройке нового»), что принесло РАК немалую прибыль.
В 1852 году была проведена постройка нового корпуса вместо прежнего для парохода «Николай I», который в 1853 году был спущен на воду.
В 1859 году на новоархангельской верфи был отремонтирован корпус железного винтового парохода английской постройки «Великий князь Константин», принадлежащий РАК. В 1859—1860 годах на новоархангельской верфи для замены обветшавшего парохода «Баранов» был построен новый одноимённый пароход водоизмещение 60 т, длиной 67 и шириной 11 футов, с паровой машиной мощностью 30 л. с., которая была приобретена в США.
В 1862 году, после потери парохода «Николай I», на верфи в Ново-Архангельске был заложен последний в истории Русской Америки колёсный пароход «Политковский», названый в честь председателя ГП РАК генерал-лейтенанта В. Г. Политковского. Машина для «Политковского» была взята с разбившегося парохода «Николай I». Пароход был спущен на воду в 1865 году, прослужил в русской колонии около двух лет и был продан в 1867 году, как и большинство судов РАК, американцам после уступки России Русской Америки США.